# Jedd Gardner
Jedd Gardner (Niagara Falls, 22 luglio 1988) è un ex giocatore di football americano canadese, che ha giocato come wide receiver.
Dopo aver giocato per una squadra universitaria canadese viene scelto al quarto giro del Draft CFL 2011 dai Toronto Argonauts con la 28ª scelta assoluta, ma non riesce a entrare nel roster attivo né quell'anno né il seguente.